# لوئیس سرکیس
لویی جورج اشبورن سرکیس (انگلیسی: Louis Ashbourne Serkis متولد ۱۹ ژوئن ۲۰۰۴) یک بازیگر ارمنی‌تبار اهل انگلستان است. وی برای فیلم پسری که شاه خواهد شد در نقش «الکس» در فیلم ایفا نقش کرده‌است.

## زندگی
پدر او اندی سرکیس نیز بازیگر و کارگردان است و مادرش، لورین اشبورن بازیگر فیلم و تلویزیون است.

## حرفه
او در نقش‌های تلویزیونی بازی کرده‌است و در ماه مه سال ۲۰۱۶، او اولین فیلم خود را در فیلم آلیس از طریق شیشه ای به نمایش درمی‌آورد، بازی رقابت جوان در ژوئیه ۲۰۱۷، پتر را در نسخه انگلیسی مری و گل جادو بازی کرد و همچنین در جنگ فعلی ظاهر شد. در نوامبر سال ۲۰۱۸، او در موگلی ظاهر شد : Legend of Jungle. در فوریه ۲۰۱۹، الکس در بچه را که شاه بود، بازی کرد.

## فیلمشناسی
| سال  | عنوان                          | نقش                 | توضیحات |
| ---- | ------------------------------ | ------------------- | ------- |
| ۲۰۱۲ | هابیت: یک سفر غیرمنتظره        | Cute Young Hobbit   |         |
| ۲۰۱۶ | آلیس در آن‌سوی آینه (فیلم ۲۰۱۶) | یانگ کلاهدوز دیوانه |         |
| ۲۰۱۷ | ماری و گل جادوگر               | پیتر (صدا)          |         |
| ۲۰۱۷ | جنگ جریان                      | Older Dash          |         |
| ۲۰۱۸ | موگلی (فیلم)                   | Bhoot (صدا)         |         |
| ۲۰۱۹ | پسری که شاه خواهد شد           | آلکس                |         |